# Комплекс виробництва олефінів в Баотоу
Комплекс виробництва олефінів в Баотоу — китайське вуглехімічне підприємство, розташоване у автономному регіоні Внутрішня Монголія.
Починаючи з 1960-х років виробництво наймасовіших базових продуктів нафтохімії — етилену та пропілену — здійснювалось майже виключно з нафти або зріджених вуглеводневих газів, лише південноафриканський концерн Sasol організував випуск цих продуктів на основі переробки вугілля комплексами в Сасолбурзі та Секунді. Втім, виробництво у ПАР мало вельми незначні об'єми, особливо в порівнянні з розвитком вуглехімічної промисловості в Китаї, який охопив галузь олефінів з 2010 року. Саме тоді став до ладу перший такий комплекс в Баотоу, створений Shenhua Baotou Coal Chemical — спільним підприємством Shenhua Group та державної Shanghai Huayi Group.
На заводі встановлено сім установок газифікації вугілля, котрі працюють за технологією компанії General Electric, при цьому у нормальному технологічному процесі задіюють лише п'ять із них, тоді як ще дві виконують функцію резервних. Шляхом газифікації отримують 1,8 млн тон метанола на рік, який далі живить установку синтезу олефінів, споруджену за технологією Далянського інституту хімічної фізики. Вона здатна продукувати 300 тисяч тон етилена та 300 тисяч тон пропілена на рік, які споживаються розташованими на маданчику похідними виробництвами, розрахованими на випуск такої ж кількості поліетилена та поліпропілена.
Як побічні продукти на заводі отримують певну кількість фракцій С4, С5, пропану та сірки.